# 鹿児島県立博物館
鹿児島県立博物館（かごしまけんりつはくぶつかん、英語: Kagoshima Prefectural Museum）は鹿児島県鹿児島市にある博物館である。本館、別館、旧考古資料館からなる。

## 特色
1914年4月に鹿児島県立図書館内に設置された博物部常任委員会が始まりで、現在の本館は1981年1月から使用されている。鹿児島県立の歴史考古学研究施設・博物館としては別に鹿児島県立埋蔵文化財センター、鹿児島県上野原縄文の森、鹿児島県歴史・美術センター黎明館が存在することもあり、学芸主事による研究・普及教育体制は自然史系中心で、昆虫、脊椎動物、植物、地質学、古生物学、天文学への対応能力を有する。
鶴丸城跡に建っており、近隣に西郷隆盛の銅像、鹿児島県歴史・美術センター黎明館、鹿児島県立図書館、鹿児島市立美術館、かごしま近代文学館・かごしまメルヘン館などがあり、「かごしま文化ゾーン」を形成している。

## 沿革
- 1883年9月　現在の考古資料館が県立興業館として竣工
- 1912年4月　鹿児島県立図書館内に博物部常任委員会を設置
- 1913年8月　鹿児島県立図書館内に郷土博物室を設置
- 1927年10月　現在の博物館本館が県立図書館として竣工
- 1951年11月　1945年の空襲で焼失した県商工奨励館を県立博物館として再建
- 1953年3月　鹿児島県立博物館が発足
- 1966年11月　鹿児島県文化センター4階に科学館（プラネタリウム室、恐竜化石展示室、理工系展示室、実験室）を開設
- 1980年11月　旧県立図書館を県立博物館として改装
- 1981年1月　科学館が県立博物館に引き継がれて移管、鹿児島県立博物館新館（現在の建物）開館式挙行
- 1997年3月　本館外壁工事完了、常設展示場改装開場式挙行
- 2004年8月　本館耐震補強工事完工、新収蔵室設置

## 展示室
本館1階に企画展示室、2階に自然総合展示室A、3階に自然総合展示室Bがある。別館（宝山ホール4階）にはプラネタリウム、化石展示室があり、アロサウルスとカンプトサウルスの全身骨格が展示されている。

## 歴史的建造物
考古資料館
1883年（明治16年）、県立興業館として竣工。1998年、国の登録有形文化財に登録されている。
- 1920年（大正9年）3月26日、皇太子裕仁親王（後の昭和天皇）が前庭にてウシウマを見物。
- 1923年（大正12年）5月18日、久邇宮邦彦王と良子女王（後の香淳皇后）が同所にてウシウマの同個体を見物。

博物館本館
1927年（昭和2年）、県立図書館として竣工。九州初の鉄筋コンクリート造の図書館であった。2008年、登録有形文化財に登録されている。

## アクセス

### 交通

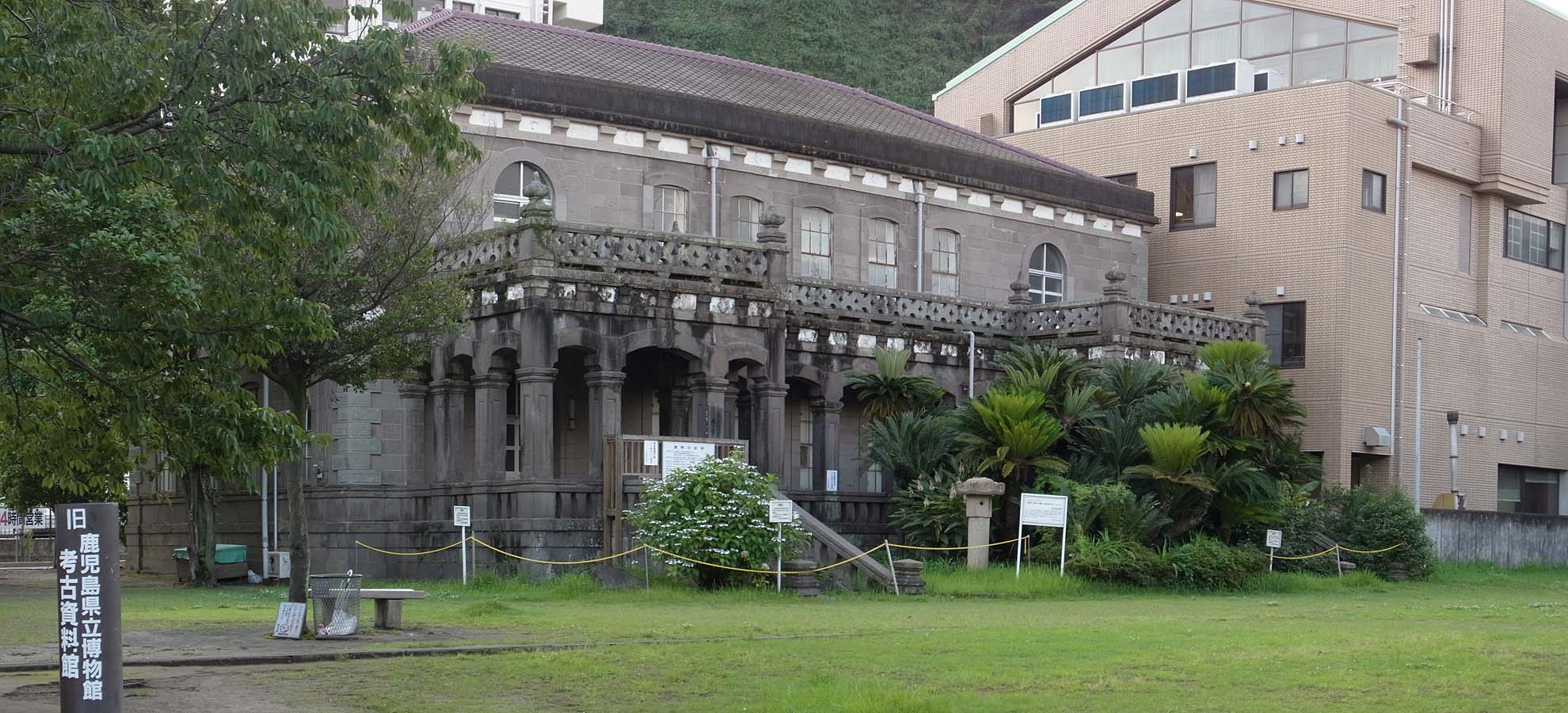
考古資料館（旧興業館）

- 鹿児島市営バス、鹿児島交通、南国交通、JR九州バス「天文館」バス停より徒歩約10分
- 鹿児島市電「天文館通」電停より徒歩約10分